# 高彦俦
高彦俦（？—965年1月11日），中国五代十国时期后蜀军事人物，并州太原人。《五代通录》及《新五代史·王环传》误作高处俦。

## 早期经历
高彦俦父高晖是晋国宣威军使。高彦俦年轻时善骑射，慷慨有大节。晋王李存勖建立后唐后，以姐夫孟知祥为北都太原留守，孟知祥召高彦俦为军校。

## 效力后蜀高祖
后来孟知祥为西川节度使，高彦俦随他入蜀，被授亲卫指挥使。孟知祥自立，高彦俦被任为昭武军监押。长兴三年（932年）二月，西川节度副使赵季良与诸将议遣时任昭武都监高彦俦率兵攻取壁州，以绝转入秦岭后诸州的山南西道军队，但孟知祥与僚佐商议时，被掌书记李昊劝止。
孟知祥称帝建立后蜀，即高祖皇帝。

## 效力后蜀后主
孟昶嗣蜀帝位后，高彦俦迁茂州、邛州刺史。广政十年（947年）正月，因契丹灭后晋，后晋雄武节度使何重建降蜀，孟昶署高彦俦领雄武节度使，领众守雄武军军部秦州，不久召还领右卫圣马步军都指挥使。十一年（948年）六月，后汉凤翔节度使王景崇降蜀，为后汉军所攻，十二月，告急于蜀，孟昶派山南西道节度使安思谦相救。时汉军已入大散关，克安都砦。安思谦进屯散关，遣高彦俦、眉州刺史申贵攻箭筈安都寨，高彦俦率所部先进军，汉军烧砦毁阁遁去，高彦俦尽出精锐追击，复砦而还。不久，领赵州刺史。不久为奉銮肃卫都指挥副使，改右骁锐马军都指挥使，加光圣马军都指挥使，真拜源州武定军节度使。
十八年（955年）五月，后周派凤翔节度使王景、宣徽南院使、镇安节度使向训攻秦州、凤州，孟昶令捧圣控鹤都指挥使、保宁节度使李廷珪为北路行营都统，时任左卫圣步军都指挥使高彦俦为招讨使，武宁节度使吕彦珂（或作吕彦琦）副之，客省使赵崇韬为都监。八月，高彦俦还没到，已传来蜀军接连溃败于唐仓等地的消息，李廷珪、高彦俦等溃走，想退保青泥岭。雄武军节度判官赵玭闭关不纳蜀军，以秦州归周。高彦俦逃回都城成都，孟昶不怪罪他，以为右奉銮肃卫都指挥使，改功德使。
二十年（957年）六月，孟昶母李太后对孟昶说“在我看来，只有高彦俦是你父亲在太原的故人，秉心忠实，多所经练，不会背叛你，可以委任”，但孟昶不能用其言。
二十一年（958年）十二月，高彦俦在峡路巡检制置使任上被任为招讨使。二十二年（959年），出授夔州宁江军都巡检制置招讨使，二十四年（961年）加宣徽北院事、利州昭武军节度使，但未赴任。

### 以身殉国
二十七年（964年）十二月，北宋攻蜀，分兵由峡路攻夔州。蜀军已在夔州的长江上用船只等物封锁江面，并在其上放置了多重敌栅，并沿江放置数门火炮，但在宋太祖预先指点下，宋大将归州路副都部署刘光义顺流而上，距锁江处三十里舍船步行前进夺取浮桥，破除江面障碍，再乘战船兵临夔州城下。高彦俦对副使赵崇济、监军武守谦说：“北军涉远而来，速战对他们有利，不如坚壁以待为上。”武守谦不从，独自领麾下千余人出战。时刘光义、都监枢密承旨曹彬屯兵白帝庙西，遣骑将马军都指挥使张廷翰等引兵与武守谦战于猪头铺，武守谦败走，张廷翰等乘胜登城，刘光义率大军随后而至。高彦俦整肃众将正要出战拒敌，宋军已乘城而入。高彦俦惶骇不知所措，无计可施，力战于城下，身受十余枪，左右都散去，奔回家中，闭牙城拒守。都巡检判官罗济劝他单骑归成都，高彦俦说：“我昔已失天水（即秦州），今又不能守夔州，纵皇帝不忍杀我，我又有何面目见蜀人！”罗济又劝其降宋，高彦俦说：“我老幼百口在成都，若我一身偷生，全族怎么办？我今日只有死！”于是解下符节印绶给罗济。宋军破牙城门而入，高彦俦挺剑拒敌，杀十余人，整衣冠望西北两次下拜，登楼纵火自焚。刘光义怜其忠，数日后在灰烬中得其骨殖，以礼收葬。

## 评价
- 《十国春秋》：赵崇溥饿死，高彦俦自焚，孟氏传国当首推二人为忠烈焉！后主母常言：“缓急惟彦俦可任。”太后诚知人哉！[3]